# 웨이크필드-241번가역
웨이크필드–241번가(영어: Wakefield–241st Street)역은 뉴욕 지하철 IRT 화이트 플레인즈 로드선의 종착역이며, 브롱크스 인근 웨이크필드 인근 241번가와 화이트플레인즈 도로 교차로에 위치한다. 이 역은 2번 열차가 전 시간 운행한다. 이 역은 지리적으로 뉴욕 지하철 전체에서 가장 북쪽에 있는 역이다.

## 역사
이 역은 이 노선의 마지막 부분이 개통된 1920년 12월 13일 공식적으로 개통되었는데, 이 역은 이전 종착역인 이스트 238번가역에서 이스트 241번가(East 241st Street)의 영구 종착역으로 연장되었다. 이 부분은 239번가 차량사업소 공사를 위해 두 역 사이의 노선에 공사가 진행되어 개통이 지연되었다. 차량기지의 입구에서 평면교차하지 않도록 구조물을 개조하는 데 추가 시간이 필요했다.
이 역은 2005년 7월 30일부터 2005년 12월 11일까지 화이트 플레인스 로드 선인의 10개 역을 개조하는 1억 6천 7백만 달러 규모의 프로젝트의 일환으로 개축되었다. 이 역은 개조의 일환으로, 새로운 고품질의 안내방송 시스템, 새로운 승강장 가장자리와 ADA 촉각 경고 스트립, 주요 구조 수리, 계단과 승강장 위의 새로운 캐노피, 수리된 벽, 재설치된 바닥, 그리고 역 부스 주변 지역의 재설계 등을 받았다.
2019년, MTA는 이 역이 2020-2024 캐피탈 프로그램의 일환으로 장애인 접근가능이 될 것이라고 발표했다.

## 역 구조
이 역에는 2개의 선로, 1개의 중앙 섬식 승강장, 2개의 사용되지 않는 상대식 승강장이 있다. 두 선로는 승강잔 북쪽 끝에 있는 범퍼 블록에서 끝난다. 이 역은 이전까지는 사이드 승강장을 이용하는 승객과 섬식 승강장을 이용하는 탑승객을 대상으로 한 스페니시 솔루션으로 설치되었다. 이제 모든 승객들은 섬식 승강장을 이용한다.
승강장 중앙에는 3번 선로(Track 3)와 2번 선로(Track 2)라고 적힌 백라이트 선로 출발 안내판이 있어 어느 열차가 먼저 출발하는지 알 수 있다. 승강장층에는 승무원 구역도 있다.
역 남쪽으로는 선로가 239번가 차량사업소와 연결한 뒤 3개의 선로로 갈라진다.
이 역에서 선보인 2006년 작품은 알프레도 세이발(Alfredo Ceibal)의 "영주자 및 방문객(Permanent Residents and Visitors)"으로, 도시에 살고 찾아오는 새들에 중점을 둔다. 이 예술품은 승강잔 윈드스크린에 면사 유리로 만들어졌다.

### 출구
출구는 북쪽 끝에 있다. 운임 구역은 범퍼블럭을 지나 241번가와 화이트 플레인즈 도로(White Plains Road)의 남서쪽 모퉁이에 있으며, 남동쪽 모퉁이까지는 두 개의 계단이 있다.

### 역명
이 종착역은 여러가지 다른 이름으로 바뀌었다. 건설 당시의 이전 역명은 베커 애비뉴(Becker Avenue)였으며, 1920년 12월 13일 이스트 241번가(East 241st Street)로 정식 개장하였다. 1984년에는 출구와 승강장 역명판에 241번가(241st Street)로 개칭되었다.
이 역은 처음에 뉴욕 지하철 노선도에서 241번가-웨이크필드(241st Street–Wakefield)로 표기되었다. 1998년부터 노선도에 현재의 역명으로 표기하였다.